# Garons
Garons är en kommun i departementet Gard i regionen Occitanien i södra Frankrike. Kommunen ligger i kantonen La Vistrenque som tillhör arrondissementet Nîmes. År 2022 hade Garons 5 244 invånare.

## Befolkningsutveckling
Antalet invånare i kommunen Garons
Referens:INSEE